# 悼襄王
悼襄王（とうじょうおう） は、中国戦国時代の趙の第9代君主（在位：紀元前244年 - 紀元前236年）。王としては4代目。姓は嬴、氏は趙、諱は偃。孝成王の子。
長年の功臣廉頗を年老いたとして退け、名将李牧や学人龐煖ら新しい将軍を起用した。治世には得失が有り、長平の戦いの大敗を起因とする趙の衰亡は止められなかった。

## 生涯
孝成王21年（紀元前245年）、孝成王は相国の信平君廉頗に魏の繁陽を討たせ、占領に成功。このとき、丁度、孝成王が薨去し、子の偃（悼襄王）が即位した。悼襄王は将軍を武襄君楽乗に交代させたが、廉頗はこれを不満に思い、楽乗を攻撃し敗走させた後、魏に亡命した。後年、悼襄王は廉頗を呼び戻そうとしたが、廉頗を嫌っていた郭開の謀略により沙汰止みになった。
悼襄王元年（紀元前244年）、魏に対し大いに備え、平邑～中牟の道を通じようとしたが、成功せず。
悼襄王2年（紀元前243年）、孝成王の代に匈奴への守備隊長として名を馳せていた李牧を将軍として起用し、燕を攻撃させ、武遂と方城を落とす（悼襄王元年説もある）。
同年、秦は趙の太子の春平君を招いたが、そのまま秦に留め置いた。泄鈞という人物が、この事について秦の丞相の文信侯呂不韋に、「春平君は、趙王から寵愛を受けており、趙の郎中に妬まれていました。彼らは、『春平君が秦に入れば、秦は必ず彼を留めるだろう』と考え、共謀して春平君を秦に送り込んだのです。したがって春平君を留めるということは、趙との関係を断ち切り、郎中の思惑に乗ることになります。ここは春平君を返して、代わりに平都侯を留め置くのがよいでしょう。春平君は言動ともに趙王に信頼されているので、趙王は多くの土地を割いてでも平都侯を取り戻すでしょう」と進言した。呂不韋はこれを聞き入れ、春平君を趙へ帰した。
同年、韓皋の城市を築く。
悼襄王3年（紀元前242年）、武霊王の代から兵家・縦横家として高名であった学者の龐煖（龐煥）を将軍として起用、これを侮って攻めてきた燕軍の2万を伐ち、将軍劇辛を生け捕りにして殺す。
同年、趙の宰相と魏の宰相が柯で会見し、同盟を結ぶ（魯荘公と斉桓公の故事に因むか）。
悼襄王4年（紀元前241年）、龐煖を将軍として、趙・楚・魏・燕の四カ国の精兵を率いて秦の蕞を攻めさせたが、陥落させる事ができず、そのため兵を移して斉を討ち、饒安を取る。なお、同年に楚の春申君も楚・趙・魏・韓・燕の合従軍を率いているが、函谷関で敗退している（函谷関の戦い）。
悼襄王5年（紀元前240年）、傅抵を将軍に任じ、平邑に配置する。また、慶舎を将軍として、東陽河外の軍を率いて、河梁を守らせる。
悼襄王6年（紀元前239年）、秦王政（後の始皇帝）の弟である長安君成蟜が趙に寝返ったため、饒に封じるが、成蟜は秦の攻撃を受けて屯留で戦死する。
同年、魏が趙に鄴を譲渡する。
悼襄王8年（紀元前237年）、趙と斉の使者が秦を訪れ、酒宴を開く。
悼襄王9年（紀元前236年）、龐煖を将軍として燕を北伐し、貍・陽城などを取る。しかし、その隙に秦の将軍王翦・桓齮・楊端和の攻撃を受け、鄴・閼与など九城を失う。龐煖は趙を救わんとして南下するが時遅く、鄣一帯を失う。
この年、悼襄王は薨逝した。その後、廃嫡した子の公子嘉に代わって太子となっていたその弟の公子遷（幽繆王）が即位した。幽繆王は暗愚な王であり、その代に趙は滅亡した。